# Вестшелланн
«Вестшелланн», також відомий як «Вікінги» (дан. Football Club Vestsjælland, Vikingerne) — колишній данський футбольний клуб з міста Слагельсе, заснований 2008 року, розформований у 2015 році. До сезону 2014—2015 років виступав у данській Суперлізі. Домашні матчі приймав на стадіоні «Слагельсе Арена», що вміщує 10 000 глядачів.

## Досягнення
- Кубок Данії
  - Фіналіст (1): 2015[1]